# Faculdade de Administração, Contabilidade e Economia da PUCRS
A Faculdade de Administração, Contabilidade e Economia da PUCRS, também conhecida como Face, é uma das vinte e duas faculdades da Pontifícia Universidade Católica do Rio Grande do Sul, bem como a mais antiga dessa instituição.

## História
No dia 15 de março de 1931, criou-se o Curso Superior em Administração e Finanças, cuja evolução possibilitou a fundação da Faculdade de Ciências Políticas e Econômicas (FCPE), em 30 de junho daquele mesmo ano. Em 1998, a FCPE adotou oficialmente sua atual denominação, Faculdade de Administração, Contabilidade e Economia.

## Cursos oferecidos

### Cursos de graduação
A Face oferece nove cursos de graduação, divididos em cinco áreas de conhecimento:
- Área da Administração:
  - Linha de Formação em Empreendedorismo e Sucessão;
  - Linha de Formação em Comércio Internacional;
  - Linha de Formação em Administração de Empresas;
  - Linha de Formação em Marketing;
  - Linha de Formação em Tecnologia da Informação;
- Área da Contabilidade:
  - Linha de Formação em Controladoria e Finanças;
- Área da Economia:
  - Curso de Ciências Econômicas;
- Área da Hotelaria:
  - Curso Superior de Tecnologia de Hotelaria;
- Área do Turismo:
  - Curso Superior de Tecnologia em Gestão de Turismo;

### Cursos de pós-graduação
- Programa de Pós-Graduação em Administração
- Programa de Pós-Graduação em Economia do Desenvolvimento

### Especializações
- Gestão em Comércio Internacional;
- Gestão Empresarial;
- Gestão Estratégica em Logística;
- Gestão Estratégica de Negócios;
- Gestão Estratégica de Pessoas;
- Gestão Estratégia de Tecnologia da Informação;
- Gestão e Inteligência Competitiva;
- Governança Corporativa e Gestão de Riscos;
- Marketing Estratégico;
- Produção Cultural e de Eventos;
- Controladoria e Finanças;
- Gestão em Tributos e Planejamento Tributário Estratégico;

## Alunos notáveis
- André Bier Gerdau Johannpeter, empresário e ginete olímpico;
- Fernando Ferrari, político e economista;
- Guido Mondin, político e empresário;
- João Pedro Stédile, economista e um dos fundadores do MST;
- Maria Elena Johannpeter, socialite e ativista do terceiro setor;
- Paulo Feijó, político, ex-vice-governador do Rio Grande do Sul;